# The Heart of a Fool (film 1916)
The Heart of a Fool è un cortometraggio muto del 1916 diretto da Harry Davenport.

## Produzione
Il film fu prodotto dalla Vitagraph Company of America (come Broadway Star Features).

## Distribuzione
Distribuito dalla General Film Company, il film - un cortometraggio in tre bobine - uscì nelle sale cinematografiche statunitensi il 4 novembre 1916.